# Малевщизна
Малевщизна (пол. Malewszczyzna) — село в Польщі, у гміні Краснобруд Замойського повіту Люблінського воєводства.
Населення — 148 осіб (2011).
У 1975-1998 роках село належало до Замойського воєводства.

## Демографія
Демографічна структура станом на 31 березня 2011 року:
|          | Загалом | Допрацездатний вік | Працездатний вік | Постпрацездатний вік |
| -------- | ------- | ------------------ | ---------------- | -------------------- |
| Чоловіки | 78      | 19                 | 48               | 11                   |
| Жінки    | 70      | 13                 | 38               | 19                   |
| Разом    | 148     | 32                 | 86               | 30                   |